# Kanton Le Marigot
Kanton Le Marigot (francouzsky Canton du Marigot) byl francouzský kanton v departementu Martinik v regionu Martinik. Nacházela se v něm pouze obec Le Marigot. Zrušen byl v roce 2015.